# Església de Sant Miquel Arcàngel de Benigànim
L'Església parroquial de Sant Miquel Arcàngel del municipi de Benigànim (Vall d'Albaida, País Valencià) és un edifici religiós construït en el segle xvii d'estil manierista.

## Descripció
En el centre de la població s'alça esta església, exemple del manierisme del segle XVII; i que recorda a les esglésies d'Aiora, Xàtiva i Albaida. Obra dirigida per Vicent Abril fins a 1643. Les obres sembla que es van iniciar en 1604, ja que es tenen notícies d'un manuscrit dels comptes de l'església des d'aquest mateix any fins a 1622. En esta primera fase es va aixecar el campanar que duu inscrita la data de 1616.
Es tracta d'un temple d'una sola nau dividida en sis trams, amb capelles entre contraforts comunicades entre si, tenint capçalera poligonal de tres costats. L'alçat es realitza amb pilastres dòriques amb un entaulament de tríglifs i mètopes. Malgrat d'utilització un llenguatge manierista de gran severitat s'utilitzen les tradicions constructives locals en les voltes de creueria de la coberta.
A finals del segle xvii es va remodelar la capella amb decoració barroca que va desaparèixer en 1936, així com el retaule major de grans dimensions.
A l'exterior destaca la façana amb tres cossos decreixents. En el cos inferior, a manera d'arc triomfal, es troba la portada flanquejada per columnes apariades d'ordre dòric, situant-se entre els intercolumnis dos fornícules avenerades. El segon cos es disposa amb tres fornícules, la central de majors dimensions, es remata amb piràmides esveltes i boles. El tercer cos és un va rectangular emmarcat per pilastres amb un frontó triangular en la part superior amb boles.
A l'esquerra de la façana principal està el campanar octogonal amb una altura aproximada de 45 metres. Es divideix en diferents cossos desiguals separats per una cornisa. En la part superior el cos de campanes amb arcs de mig punt en cadascun dels seus costats. Corona el campanar una balustrada. La rematada original va ser destruïda en 1892 per un raig, en substitució es va col·locar el templet cúbic que hi ha en l'actualitat. Esta torre-campanar és independent del temple, encara que estan adossats. Va ser realitzada en 1616 segons la inscripció que hi ha en aquesta.
La capella de la Comunió està annexa a l'església. És d'una sola nau amb cúpula huitavada. Va ser construïda entre 1663 i 1670. En el segle xix (1890) va ser renovada. Té accés des d'una de les capelles laterals del costat de l'evangeli de l'església.
La fàbrica del conjunt és de carreus amb maçoneria de farciment en contraforts i murs.